# Mina Creighton
A Mina Creighton é uma mina subterrânea de níquel, de propriedade e operada pela Vale (anteriormente conhecida como INCO) na cidade de Greater Sudbury, Ontário, Canadá . Atualmente, é a mina de níquel mais profunda do Canadá.

## História
A produção na mina Creighton começou em 1901 e, em agosto de 2004, restavam cerca de 20 anos de reservas. 

## Produção
Em 2005, a mina produziu uma média de 3.755 toneladas por dia, operando em um cronograma de 6 dias por semana. O minério é processado fora da fábrica da Clarabelle Mill. 

## Projeto de Aprofundamento de Creighton
Dois projetos estão em andamento para permitir uma mineração mais profunda na mina de Creigton. O primeiro é um programa de exploração de perfuração de diamante de US $ 8 milhões e quatro anos que permitirá que a tonelagem de minério seja definida até os 10 000 pés (3 000 m)   nível. O segundo é um projeto de expansão de US $ 48 milhões que estabelecerá o minério de produção a 7 810 pés (2 400 m)   nivelar e colocar 1,8 milhão de toneladas de minério de alta qualidade em produção de 2006 a 2011. 

## SNOLAB
A mina de Creighton está abrigada em um dos laboratórios de física subterrânea mais profundos do mundo, a  2100 metros. Foi originalmente escavada para abrigar o Observatório Sudbury Neutrino (SNO), e depois de sua expansão, passou a se chamar SNOLAB . 